# 레인보우 대쉬
레인보우 대쉬(영어: Rainbow Dash)는 애니메이션 마이 리틀 포니의 여자 주인공이다.

## 소개
하늘색 몸에 무지개색 갈기와 꼬리를 가진 페가수스이다. 큐티 마크는 빨강, 노랑, 파랑색의 번개가 치는 구름 모양이고, 우정의 원소는 의리이다.
고향이자 거주지는 클라우드 데일이고, 직업은 이퀘스트리아 날씨 관리이다. 빠르게 나는 것을 좋아하며 쿨한 성격을 가지고 있다. 자신의 비행능력을 믿고 자백을 할 때가 종종 있다. 경쟁심이 강해 가끔씩 그른행동을 할때가 있지만 곧 잘못을 뉘우치고 자백하는 등 도덕적인 모습을 보이기도 한다.
갈기 관리,발굽 관리 등 몸에 뭔가를 걸치거나 손대는 것을 싫어한다.
플러터샤이와는 어릴 때부터 아는 관계이다. 클라우드 데일에서 거주함.
전설로만 알려졌던 소닉 레인붐을 쓸 수 있으며, 레인보우 대시가 어릴 때 터뜨렸던 소닉 레인붐으로 주연 캐릭터들이 큐티 마크를 얻게 되었다. 시즌 6의 Newbie Dash 에피소드에서 이퀘스트리아의 비행사 모임인 원더볼트의 일원이 된다.:대쉬의 명대사로는 '20%cooler'이 있다.